# Аустрославизам
Аустрославизам је вишезначни појам, којим се означава скуп сродних политичких идеја и програма, чији се заједнички именитељ огледао у тежњи ка решавању словенског питања под окриљем Аустријског царства (1804-1867), односно Аустроугарске монархије (1867-1918). Као политички концепт, аустрославизам је обликован већ током прве половине 19. века, а потом је наставио да се развија у различитим облицима, све до својих последњих стадијума, који су дошли до изражаја за време Првог светског рата (1914-1918).
За разлику од панслависта, који су заговарали јединство свих словенских народа и њихову независност у односу на несловенске чиниоце, поборници аустрославизма су промовисали идеју словенске лојалности према династији Хабзбурга, уз наглашавање средњоевропских културних традиција, које су биле доминантне првенствено међу западнословенским народима (Пољаци, Чеси, Словаци), а такође и међу појединим јужнословенским народима (Словенци, Хрвати). Иако су формално заступали тезу о равноправности свих словенских народа и њихових традиција, поборници аустрославизма су у политичкој пракси занемаривали интересе православних Словена, према којима су гајили подозрење због њихове окренутости ка царској Русији.
Под окриљем аустрославизма, хабзбуршке власти су подстицале развој антируског расположења, првенствено у циљу заштите аустријских интереса у Галицији, а сличне тенденције су дошле до изражаја и у области решавања Пољског питања. У циљу сузбијања руског утицаја, међу аустрославистима су промовисане идеје о будућем уједињењу Пољске под окриљем хабзбуршке династије, као и тезе о потпуној етничкој различитости Малоруса (тадашњи термин за данашње етничке Украјинце и Русине) у односу на Русе.
У оквиру аустроугарских граница, поборници аустрославизма су се залагали за признавање политичке равноправности Словена, путем стварања посебних словенских јединица, које би биле равноправне са аустријским (немачким) и угарским (мађарским) деловима заједничке монархије (тријализам и квадрилизам). Међутим, у политичкој пракси, ни један од тих захтева није био уважен, првенствено због отпора мађарских политичких чинилаца, тако да се аустрославизам показао као пуко средство за манипулацију Словенима од стране владајућих кругова у Бечу.
Међу јужнословенским народима, главни идеолог и заговорник аустрославизма био је словеначки политичар и научник Јернеј Копитар, који је у том правцу настојао да усмерава и делатност Вука Стефановића Караџића. Под окриљем аустрославизма, поједини хрватски политички чиниоци су промовисали идеју о стварању Велике Хрватске, као посебне политичке јединице која би у оквиру заједничке монархије била равноправна са Аустријом и Угарском. Слоган великохрватских аустрослависта је гласио: "Velika Hrvatska u Velikoj Austriji".